# Nancy Nieto
Nancy Sofía Nieto Ramos (28 agosto 1952) è un'ex cestista colombiana.

## Carriera
Con la Colombia ha disputato i Campionati mondiali del 1975 e due edizioni dei Giochi panamericani (Cali 1971, Città del Messico 1975).